# 圣费利切-德尔贝纳科
圣费利切-德尔贝纳科（義大利語：San Felice del Benaco），是意大利布雷西亚省的一个市镇。总面积26平方公里，人口3388人，人口密度130.3人/平方公里（2009年）。国家统计（ISTAT）代码为017171。